# Kati
Kati – miasto w Mali; 43 700 mieszkańców (2006). Przemysł spożywczy, włókienniczy.